# Gu Yanwu
Gu Yanwu, nato Jiang (絳) e conosciuto anche con il nome di Gu Tinglin 顧亭林 (caratteri cinesi: 顧炎武; pinyin: Gù Yánwǔ; Jiangsu, 15 luglio 1613 – Quwo, 15 febbraio 1682), è stato uno scrittore e filologo cinese vissuto a cavallo tra la dinastia Ming e la dinastia Qing.

## Biografia

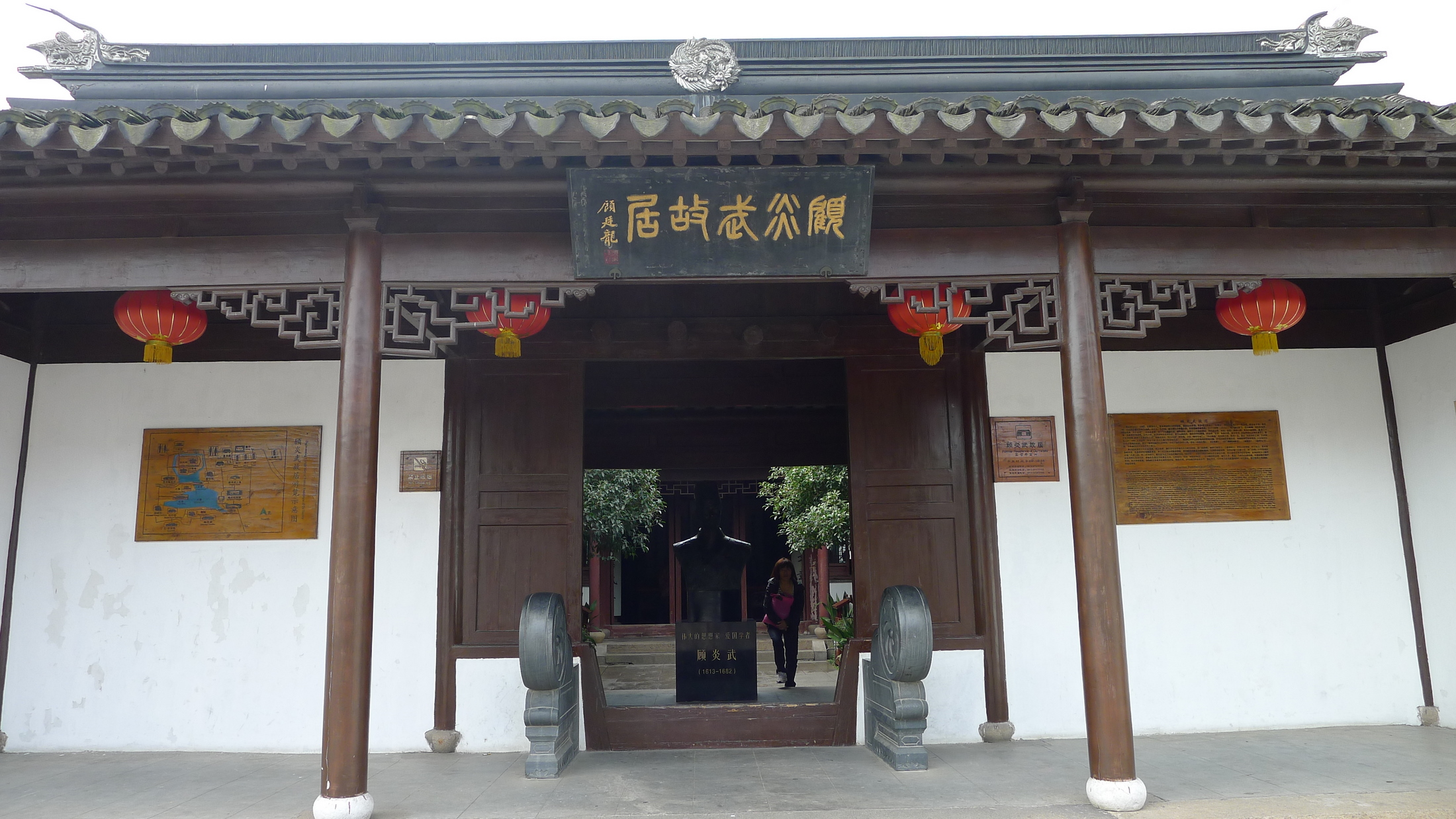
Museo dedicato a Gu Yanwu a Qiandeng

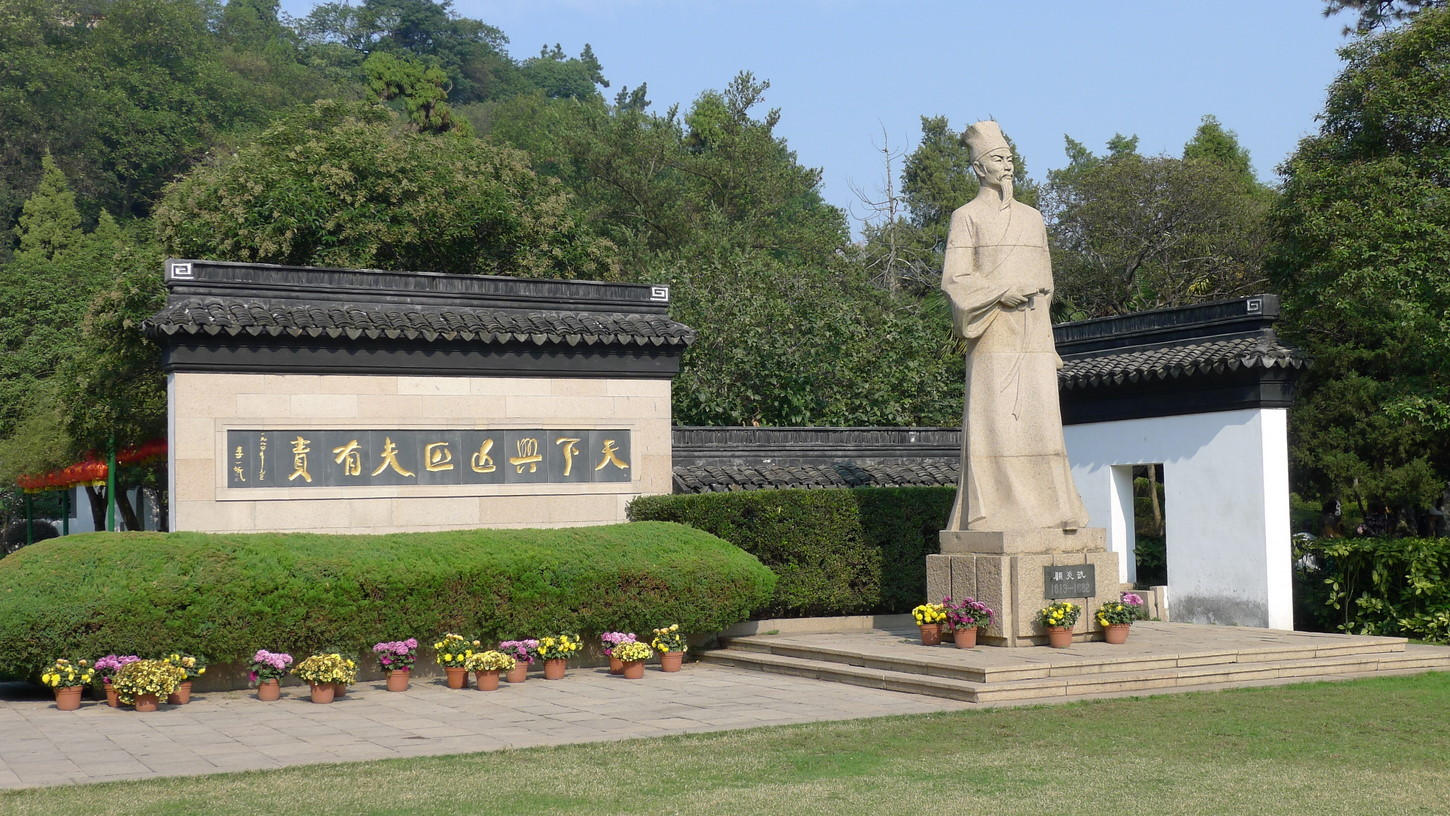
Statua di Gu Yanwu in Tinglin Park, Kunshan

Fu il fondatore ed il maggior rappresentante del movimento letterario Han Hsüeb o «Scuola degli Han», che si oppose all'interpretazione neoconfuciana dei testi classici, prediligendo invece quella dell'età della dinastia Han (III secolo a.C.-III secolo d.C.).
A causa delle influenze neoconfuciane della sua famiglia, passò la gioventù in attività anti-mancesi, non servendo mai la nuova dinastia Qing di etnia mancese. Viaggiò attraverso tutta la Cina, dedicandosi totalmente allo studio dei classici, soprattutto di Confucio.
Ispirato dal filologo e stratega di epoca Ming Chen Di, che aveva dimostrato che il cinese antico aveva un proprio sistema fonologico diverso, Gu fu il primo a dividere le rime sillabiche del cinese antico in dieci gruppi.

Tra le sue opere più importanti, ricordiamo lo Yinxue Wushu (音學五書), il Ri Zhi Lu (日知錄) e il Zhao Yu Zhi (肇域志).
Si dedicò e approfondì numerose discipline, come quelle politiche, economiche, etiche, storiche, filologiche, geografiche, archeologiche, epigrafiche, letterarie, poetiche.